# Antoni Walczak
Antoni Walczak (ur. 1 lutego 1944 w Nowej Wsi w powiecie radomszczańskim) – generał dywizji Wojska Polskiego.

## Życiorys
Syn Jana, leśnika i Eleonory. Absolwent Technikum Leśnego w Mojej Woli (1963) i Oficerskiej Szkoły Wojsk Pancernych i Zmechanizowanych w Poznaniu (1966). Po ukończeniu szkoły oficerskiej został promowany na stopień podporucznika w korpusie oficerów wojsk pancernych i wyznaczony na stanowisko dowódcy plutonu w 11 Pułku Zmechanizowanym w Krośnie Odrzańskim. Od 1967 dowódca kompanii w stopniu porucznika, od 1970 szef sztabu batalionu czołgów w 11 Pułku Zmechanizowanym. W latach 1971–1974 studiował w Akademii Sztabu Generalnego WP w Warszawie, po czym został szefem sztabu – zastępcą dowódcy 15 Pułku Czołgów w Gliwicach. W 1976 został dowódcą tego pułku. Dowodzony przez niego pułk został w 1978 wyróżniony tytułem przodującej jednostki WP. W latach 1979-1980 szef sztabu - zastępca dowódcy 4 Dywizji Zmechanizowanej w Krośnie Odrzańskim w stopniu podpułkownika, od 1980 szef sztabu - zastępca dowódcy 5 Dywizji Pancernej w Gubinie. W latach 1982–1984 studiował w Akademii Sztabu Generalnego Sił Zbrojnych ZSRR im. K. Woroszyłowa w Moskwie. Po ukończeniu studiów był w latach 1984–1987 szefem Oddziału Operacyjnego i zastępcą szefa sztabu Pomorskiego Okręgu Wojskowego w Bydgoszczy w stopniu pułkownika. W 1987–1989 dowódca 12 Dywizji Zmechanizowanej w Szczecinie. 15 września na mocy uchwały Rady Państwa mianowany na stopień generała brygady; nominację wręczył mu w Belwederze przewodniczący Rady Państwa PRL gen. armii Wojciech Jaruzelski. W 1988 dowodzona przez niego dywizja zdobyła tytuł "Przodującego Związku Taktycznego w WP". Od października 1989 do sierpnia 1994 był szefem sztabu i zastępcą dowódcy Pomorskiego Okręgu Wojskowego. W czerwcu 1989 bez powodzenia ubiegał się o mandat poselski z listy PZPR. W 1994–1996 zastępca szefa Inspektoratu Szkolenia Sztabu Generalnego WP w Warszawie. 11 listopada 1994 Prezydent RP Lech Wałęsa nadał mu stopień generała dywizji. Nominację otrzymał w Belwederze w tym samym dniu. Od listopada 1996 do kwietnia 1998 był dowódcą Śląskiego Okręgu Wojskowego we Wrocławiu, następnie przeniesiony do rezerwy w wyniku złożonej prośby o zwolnienie z zawodowej służby wojskowej.
W latach 90. był współautorem zmian organizacyjnych i programowych w szkoleniu sił zbrojnych, uczestniczył także w planowaniu i realizacji polskiej części programu Partnerstwo dla Pokoju.

## Awanse
- podporucznik - 1966
- porucznik - 1967
- kapitan - 1971
- major - 1975
- podpułkownik - 1979
- pułkownik - 1983
- generał brygady - 1988
- generał dywizji - 1994

## Odznaczenia
- Krzyż Oficerski Orderu Odrodzenia Polski (1998, za wybitne zasługi w umacnianiu suwerenności i obronności kraju)[3]
- Krzyż Kawalerski Orderu Odrodzenia Polski (1989)
- Złoty Krzyż Zasługi (1982)
- Srebrny Krzyż Zasługi (1976)
- Złoty Medal „Siły Zbrojne w Służbie Ojczyzny” (1986)
- Złoty Medal Za zasługi dla obronności kraju (1985)

## Życie prywatne
Mieszka w Bydgoszczy. Żonaty z Marią, ma jedną córkę.